# 土耳其进行曲 (贝多芬)
贝多芬的《土耳其进行曲》（Marcia alla turca）是一首广为流传的古典进行曲。这首土耳其风格的进行曲是为1809年的六首变奏曲（作品76）所写的。之后在1811年，贝多芬将土耳其进行曲纳入戏剧《雅典的废墟》（作品113）中，该剧于1812年在匈牙利布达佩斯首演。这首进行曲为降B大調。

## 衍生作品
李斯特于1837年将此曲改编为钢琴和管弦乐队的版本，题为“Fantasie über Motiven aus Beethovens Ruinen von Athen”（S. 122）。1846年，他又写了一部题为“Capriccio alla turca sur des motifs de Beethoven”（S. 388）的钢琴改编曲。安東·魯賓斯坦为这首进行曲改编了一个B♭大调的流行的钢琴版本。谢尔盖·拉赫玛尼诺夫进一步改编了鲁宾斯坦的版本，他本人的录音可以在1928年录制的纸带钢琴上听到。